# Jednostka pomocnicza gminy

Podział Szczecina na jednostki pomocnicze – osiedla

Podział administracyjny miasta Police na osiedla: 1 – Anny Jagiellonki, 2 – Dąbrówka, 3 – Gryfitów, 4 – Jasienica, 5 – Księcia Bogusława X, 6 – Mścięcino, 7 – Stare Miasto

Podział gminy Mielno na jednostki pomocnicze – sołectwa

Jednostka pomocnicza gminy – sublokalna struktura administracyjna w Polsce, obejmująca mieszkańców części gminy. Jednostki są ustanawiane przez radę gminy (miasta). Gmina może tworzyć jednostki pomocnicze: sołectwa, dzielnice, osiedla i inne (np. cyrkuły, dystrykty, subdystrykty, sioła, przysiółki, kolonie, okręgi, obwody, rejony, rewiry). Jednostki nie posiadają osobowości prawnej. Jednostka pomocnicza gminy stanowi strukturę społeczno-terytorialną, która przejmuje na swoim terytorium realizację zadań publicznych, ułatwiając gminie wykonywanie jej zadań. Szczególną kompetencją, przysługującą wyłącznie sołectwom, jest dysponowanie (od 2009 r.) funduszem sołeckim.

## Obszar i granice jednostki
Jednostka pomocnicza gminy to wspólnota osób oraz obszar, na którym ta wspólnota zamieszkuje. Cechą konstytuująca obszar są jego granice.
Jednostka pomocnicza gminy może obejmować jedną miejscowość, część miejscowości lub kilka miejscowości. W jednej miejscowości może być ustanowionych kilka jednostek pomocniczych. Również części miast mogą stanowić jednostki pomocnicze.
Jednostką pomocniczą może być również całe miasto położone na terenie gminy (np. Moryń, Łobez).
Jednostki pomocnicze mogą zostać podzielone na mniejsze jednostki, zwane „jednostkami niższego rzędu”. Na przykład w Warszawie dzielnice, będące jednostkami pomocniczymi, podzielone są na „jednostki pomocnicze niższego rzędu” takie jak osiedla, kolonie, a nawet sołectwa.
Aktualnie nie istnieją przepisy regulujące sposób ustalania granic jednostek pomocniczych. W projekcie zmiany ustawy o samorządzie gminnym z 2019 r. zakłada się, że jednostki pomocnicze tworzone będą z uwzględnieniem miejscowych więzi społecznych i funkcjonalnych (pojęcia socjologiczne). Więzi społeczne oznaczać mogą między innymi identyfikację mieszkańców z historycznymi granicami i historyczną nazwą wspólnoty (byłej wsi, gminy, obszaru dworskiego), a więzi funkcjonalne – uwarunkowania komunikacyjne (bariery naturalne lub sztuczne), granice obwodów szkolnych, granice obrębów i działek ewidencyjnych.
Od granic jednostek pomocniczych uzależnione są granice okręgów wyborczych oraz granice obszarów gminnego budżetu obywatelskiego – w gminach, które dokonały podziału tego budżetu pomiędzy jednostki pomocnicze.

## Ustanowienie
Jednostkę pomocniczą tworzy rada gminy, w drodze uchwały, po przeprowadzeniu konsultacji z mieszkańcami lub z ich inicjatywy.
Najczęściej tworzone są: sołectwa, dzielnice i osiedla. Przeważnie sołectwa są ustanawiane na obszarach o charakterze wiejskim, a dzielnice i osiedla w miastach. Możliwość utworzenia sołectwa w mieście nie jest prawnie wykluczona i są przypadki, gdzie tę formę się wykorzystuje (np. Siewierz, Koniecpol, Czechowice-Dziedzice). Podobnie tworzenie osiedli w gminach wiejskich (np. osiedle Ziętek w gminie Krupski Młyn). Możliwe jest także utworzenie jednostek pomocniczych, o nazwie jednostka pomocnicza. Taka sytuacja ma miejsce np. w Katowicach.
Sytuacja ustrojowo-prawna dzielnicy i osiedla jest identyczna. Jedyną różnicą jest ich wielkość, co może wiązać się z przyjęciem w osiedlu jako organu uchwałodawczego ogólnego zebrania mieszkańców.
Ustanowienie jednostek pomocniczych gminy jest fakultatywne i zależy od decyzji władz lokalnych. Obszar gminy może być podzielony na jednostki pomocnicze, ale nie musi – zależy to od władz gminy i mieszkańców. Jedynym wyjątkiem jest Warszawa, w której, na mocy tzw. ustawy warszawskiej, utworzenie jednostek pomocniczych zwanych „dzielnicami” jest obowiązkowe.
W sprawach łączenia, dzielenia lub znoszenia jednostek pomocniczych rozstrzyga rada gminy.

## Organy
Jednostki pomocnicze mają własne organy uchwałodawcze (stanowiące i kontrolne) i wykonawcze. Rada gminy uchwala statut jednostki pomocniczej, w którym zawarte są organizacja i zadania organów, a także ordynacja wyborcza do nich. W statucie określona jest także organizacja i zakres działania jednostek niższego rzędu wchodzących ewentualnie w skład jednostki. Zgodnie z orzecznictwem sądów statut każdej jednostki pomocniczej w danej gminie powinien być zindywidualizowany.
Organem uchwałodawczym w sołectwie jest zebranie wiejskie. Organem uchwałodawczym w osiedlu lub dzielnicy jest rada, o liczbie członków ustalonej przez statut, jednak nie więcej niż 21. Maksymalna liczba członków jednostki do 20 tys. mieszkańców wynosi 15. Istnieje także możliwość, by organem uchwałodawczym osiedla było ogólne zebranie mieszkańców (czym ustawodawca zasygnalizował, że osiedle jest jednostką mniejszą od dzielnicy). Zebranie wiejskie, ogólne zebranie mieszkańców lub rada wyłaniają organ wykonawczy jednostki pomocniczej. Organem uchwałodawczym w jednostce nienazwanej w ustawie (np. cyrkule, kwartale, dzielnicy miejskiej, osiedlu miejskim) może być np. rada o liczbie członków dowolnie ustalonej przez radę gminy.
Organem wykonawczym sołectwa jest sołtys, a dzielnicy lub osiedla – zarząd. Sołtys i przewodniczący zarządu dzielnicy lub osiedla korzystają z ochrony prawnej przysługującej funkcjonariuszom publicznym. Organem wykonawczym w jednostce nienazwanej w ustawie (np. cyrkule, kwartale, dzielnicy miejskiej, osiedlu miejskim) może być np. naczelnik, prefekt, wiertelmistrz lub burmistrz (ten ostatni tylko w miastach na prawach powiatu, w których organem wykonawczym jest prezydent miasta).
W jednostce nienazwanej w ustawie (np. cyrkule, kwartale, dzielnicy miejskiej, osiedlu miejskim) przewodniczący organu wykonawczego jednostki lub monokratyczny organ wykonawczy jednostki może być jednocześnie przewodniczącym organu uchwałodawczego jednostki. Takie rozwiązanie jest stosowane w dzielnicach miasta Krakowa, mimo że jednostki te są jednostkami nazwanymi w ustawie.